# مارک گازیوروسکی
مارک جِی گازیوروسکی (به انگلیسی: Mark J. Gasiorowski) (زادهٔ ۹ اکتبر ۱۹۵۴ میلادی) استاد آمریکایی گروه علوم سیاسی دانشگاه ایالتی لوئیزیانا است. او همچنین استاد مدعو در کالج سنت آنتونی دانشگاه آکسفورد و دانشکده حقوق و علوم سیاسی دانشگاه تهران بوده‌است. گازیوروسکی مولف کتاب «سیاست خارجی آمریکا و شاه: ایجاد دولتی وابسته در ایران» (۱۹۹۱) و نیز همکاری با نیکی آر. کدی در ویراستاری کتاب «نه شرقی، نه غربی: ایران، اتحاد شوروی و ایالات متحده» (۱۹۹۰) و همچنین مولف مقالات بسیاری در باب سیاست ایران و دموکراسی در جهان سوم بوده‌است.

جلد کتاب «محمد مصدق و کودتای ۱۹۵۳ در ایران» که گازیوروسکی از نویسندگان و ویراستاران آن است.

استفن کینزر نویسنده کتاب «همه مردان شاه»، گازیوروسکی را در بین گروهی از محققان که برای روشن شدن حقایق پشت پرده کودتای ۲۸ مرداد تلاش بسیاری کردند، برجسته‌ترین و سرگروه نمادین آنان می‌داند. یرواند آبراهامیان، فخرالدین عظیمی، جیمز اِی بیل، مازیار بهروز، مالکوم برن، ریچارد کاتم، فرهاد دیبا، مصطفی علم، جیمز اف. گود، ماری آن هایس، همایون کاتوزیان، ویلیام راجر لوئیس و سپهر ذبیح از دیگر محققان این گروه بودند.
در سال ۲۰۰۰، تاریخ سیا (آژانس اطلاعات آمریکا) دربارهٔ عملیات آژاکس که در سال ۱۹۵۴ توسط دونالد ویلبر (یکی از معماران عمده این عملیات) نگارش یافته و سیا به همراه اس آی اس بریتانیا، سال‌ها ادعای محرمانه بودن آن‌را داشت که به دست یک خبرنگار روزنامه نیویورک تایمز افتاد و او این اسناد را که دربردارنده مجموعه ارزشمندی از اطلاعات جدید بود، در دویست صفحه بر روی سایت نیویورک تایمز قرار داد. در همان سال، کنفرانسی بین‌المللی با شرکت محققانی از ایران، آمریکا و شوروی سابق در تهران برای بحث دربارهٔ کودتای ۲۸ مرداد و جنبش ملی شدن صنعت نفت برگزار شد. کتاب ارزشمند «محمد مصدق و کودتای ۱۹۵۳ در ایران» که توسط گروهی از محققان مذکور از جمله مارک گازیوروسکی به نگارش درآمد، برآیند این کنفرانس و همچنین کنفرانس دیگری در دو سال بعد از آن، در آکسفورد بود. در این کتاب از اسناد تازه ویلبر - که شاید مهم‌ترین تکه گمشده پازل کودتا بود و فراتر از آن، از مطالب جدید افشا شده از اسناد آمریکا و بریتانیا، منابع ایرانی و حتی مدارک آرشیوی زمان شوروی و افزون بر این، مصاحبه‌های نویسندگان با مقامات اطلاعاتی سابق آمریکا و بریتانیا و ایرانیان مشارکت کننده در حوادث کودتا، بهره گرفته شد. گازیوروسکی علاوه بر تألیف فصل هفتم و بخش «نتیجه گیری» از سلسله مقالات کتاب به همراه مالکوم برن، ویراستاری کتاب را بر عهده داشته‌است. این کتاب با عنوان «مصدق و کودتا» توسط دکتر «علی مرشدی‌زاد» ترجمه شد.

## فهرست کتابها
- Government and Politics of the Middle East and North Africa, Fifth Edition. Westview Press, 2007. Edited with David Long and Bernard Reich.
- Mohammad Mosaddeq and the 1953 Coup in Iran. Syracuse University Press, 2004. Edited with Malcolm Byrne.
- U.S. Foreign Policy and the Shah: Building a Client State in Iran. Cornell University Press, 1991.

## سایر تالیفات و مشارکت‌ها
- Gasiorowski, Mark. 2008. “Government and Politics.” In A Country Study: Iran. Washington: U.S. Library of Congress.
- “The New Aggressiveness in Iran’s Foreign Policy,” Middle East Policy, Vol, 14, No, 2, Summer 2007, pp. 125–132.
- Gasiorowski, Mark, and Zaheer Poptani. 2006. “The Macroeconomic Consequences of Democratic Transition: Learning Processes in the Third and Fourth Waves of Democratization.” Studies in Comparative International Development 41(2): 33-61.
- “The Real Power in Tehran,” The Guardian (London), June 29, 2005.[۹]

## کتب و مقالات ترجمه شده به فارسی
- نیکی آر. کدی، مارک گازیورسکی. نه شرقی، نه غربی: بررسی روابط ایران با اتحاد شوروی و ایالات متحده آمریکا. نشر میزان، ۱۳۸۷. ترجمه داوود آقایی، الهه کولائی، ابراهیم متقی
- مارک گازیوروسکی، مالکوم برن، همایون کاتوزیان، مازیار بهروز، فخرالدین عظیمی، ماری آن هایس، ویلیام راجر لوئیس. مصدق و کودتا. انتشارات قصیده‌سرا، ۱۳۸۴. ترجمهٔ علی مرشدی‌زاد.
- ماجرای کودتای سرلشکر قرنی. انتشارات رسا، ۱۳۷۷. ترجمه غلامرضا نجاتی
- سیاست خارجی آمریکا و شاه: ایجاد یک حکومت سلطه پذیر در ایران. انتشارات رسا، ۱۳۷۱. ترجمه جمشید زنگنه
- سیاست خارجی آمریکا و شاه. انتشارات مرکز، ۱۳۷۱. ترجمه فریدون فاطمی
- کودتای ۲۸ مرداد ۱۳۳۲. شرکت سهامی انتشار، ۱۳۶۸. ترجمه غلامرضا نجاتی